# Achard (évêque de Langres)
Pour les articles homonymes, voir Achard.
Achard (Achardus), mort pas avant 967, est un évêque de Langres du Xe siècle, issu de la dynastie des Milonides, comtes de Tonnerre.

## Biographies

### Origines
Achard (Achardus) appartient à la lignée des Milonides, comte de Tonnerre,. Il semble être le fils de Miles [II], comte de Tonnerre,. Sa mère reste inconnue,. Son frère, aîné, Gui, succèdera à la tête du comté de Tonnerre, au décès de son père,.
L'origine des Milonides semble être la région de Langres. Son grand-père est considéré, par les historiens, comme le fils de Miles [II], comte de Langres, au cours du IXe siècle,,.

### Épiscopat
Achard occupe le trône épiscopal de Langres en 948. Il succède à Héric. Selon la Chronique de Saint-Bénigne, reprise par celle de Bèze, son épiscopat ne semble pas avoir été particulièrement marquant. Il semble avoir tenu occasionnellement, tout comme son prédécesseur, le rôle de chancelier auprès du roi des Francs, Louis IV.
Selon un acte d'août 950, Achard (Achardus, sancte Lingonensis) atteste la donation faite par Dagobert à l'église de Sainte-Marie-sur-Ouche, de biens (mansus) se trouvant en Lassois, et il lui accorde, quelques jours plus tard, la jouissance de biens situés dans le comté de Bar-sur-Aube.
L'acte no LXXIV, du Cartulaire général de l'Yonne, appelé « Charte d'Achard » et daté de 966, mentionne la donation par l'évêque de l'église de Saint-Martin de Chichée, près Chablis, dans le comté de Tonnerre, à Adrald (Adraldo), abbé de Flavigny, et à Milon, son neveu (ipsius nepoti Miloni).
Au cours de son épiscopat, il fait « [transférer] à Langres le corps du bienheureux martyr Gengoul ».
Selon le Gallia Christiana, son épiscopat prendrait fin le 27 décembre 967. Certaines listes donnent pour fin d'épiscopat l'année 970. Il est en tout cas remplacé dès 973 par Widric.

## Faux diplôme de Lothaire de 967
Selon la tradition, le 30 août 967, alors que le roi des Francs, Lothaire est de passage à Dijon, Achard serait rendu auprès de lui afin de lui présenter les « diplômes octroyés à l'église de Langres par ses prédécesseurs ». L'évêque possède la ville, le droit de battre monnaie et le marché. Le roi aurait confirmé ces différents droits, et sous l'influence de son épouse, Emma, et de l'évêque de Châlons, Gibuin Ier, il aurait fait don à « l'évêque de Langres le comté de ce nom et certains droits de tonlieu »,. L'historien local Ferdinand Claudon souligne que la cité de Langres n'est pas mentionnée, confirmant que la possession « était depuis longtemps un fait accompli ». Des auteurs anciens ont douté de l'obtention de ces pouvoirs, toutefois les travaux de l'érudit Arthur Daguin ont démontré, par l'analyse de la charte, qu'il s'agissait d'une véritable concession. Il a corrigé cependant la date en 967, au lieu de 977, au regard des autres éléments chronologiques mentionnés,.
Le médiéviste Bautier (1986), repris notamment par les médiévistes Flammarion (2010) ou encore Chassel (2021), a démontré que l'acte de donation était une forgerie. L'« acte [date] de la fin du XIIe siècle, fabriquée au moment où l'évêque veut récupérer l'intégralité des pouvoirs inféodés au cours des âges précédents au comte de Saulx, mais aussi au duc de Bourgogne et au comte de Bar (-le-Duc). »